# Itagaki Nobukata
Itagaki Nobukata (Japans: 板垣信方) (1489 - 23 maart 1548) was een samoerai uit de Japanse Sengoku-periode en een vazal van de Takeda-clan. Hij verwierf faam als een van de Vierentwintig generaals van Takeda Shingen. Zijn naam wordt ook wel met een andere kanji geschreven als 信形.
Itagaki diende onder Takeda Nobutora en Takeda Shingen. Hij zou een mentor zijn geweest van Shingen. In 1541 verbande Shingen, Nobutora en werd hoofd van de Takeda. Itagaki zou hierna Shingen als generaal dienen. In 1545 wist hij kasteel Takato te veroveren en in 1546 versloeg hij Uesugi Norimasa te Usui Toge. Zijn overwinningen waren een belangrijke bijdrage aan de succesvolle campagne van Shingen om de macht in de provincie Shinano in handen te krijgen.
Itagaki zou na dit initiële succes erg egoïstisch en ijdel zijn geworden. In 1547 werden de troepen van Itagaki bijna verslagen in een slag tegen de Murakami-clan. Tijdig ingrijpen door Hara Toratane wist dit echter te voorkomen.
In 1548 tijdens de slag bij Uedahara liet Itagaki, die reeds gewonnen dacht te hebben, zijn troepen halt houden en begon een overwinningsceremonie. De troepen van de Murakami hergroepeerden zich echter en deden een tegenaanval waarbij Itagaki en Amari Torayasu omkwamen.
Itagaki Taisuke, een politicus uit de Meijiperiode was een directe afstammeling van Itagaki, 12 generaties verwijderd.

## Itagaki in fictie
In de serie Taiga drama van de Japanse staatsomroep (Nippon Hoso Kyokai) uit 2007 wordt Itagaki gespeeld door Chiba Shin'ichi.